# Luxeed S7
Der Luxeed S7 (chinesisch {{{c}}}, Pinyin Zhìjiè S7) ist eine batterieelektrische Limousine des chinesischen Automobilherstellers Luxeed, einer Premium-Elektrofahrzeugmarke von Chery, in Zusammenarbeit mit HIMA. Die Produktion des Fahrzeugs begann 2023. Der Luxeed S7 ist ein Schwestermodell des Chery Exeed Sterra ES, die beide ähnlich groß sind und dieselbe Plattform nutzen.

## Geschichte
Im Juli 2023 wurden die ersten getarnten Prototypen eines neuen Fahrzeugs fotografiert, das ursprünglich für die Marke Aito vorgesehen war. Einen Monat später wurde bekannt gegeben, dass Huawei eine zweite Tochtergesellschaft namens Luxeed gründet, deren erstes Fahrzeug die große Limousine S7 sein wird. Partner für die Entwicklung eines Huawei-Autos war diesmal der chinesische Automobilhersteller Chery, der unter anderem die Bodenplatte und die Produktionskapazitäten bereitstellte. 2024 wurde der S7 zweimal überarbeitet. Eine weitere Modellpflege folgte im August 2025.

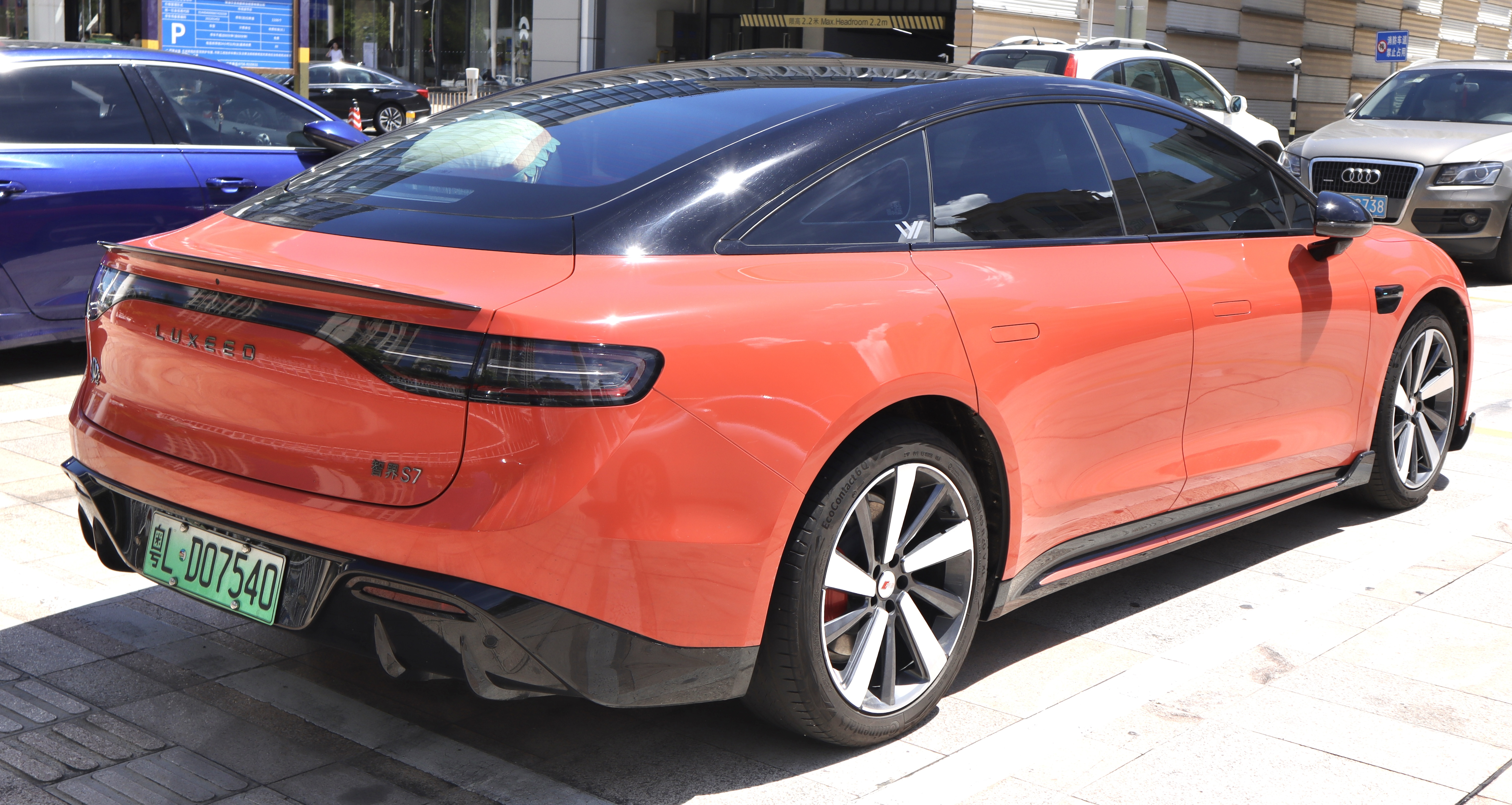
Heckansicht Luxeed S7
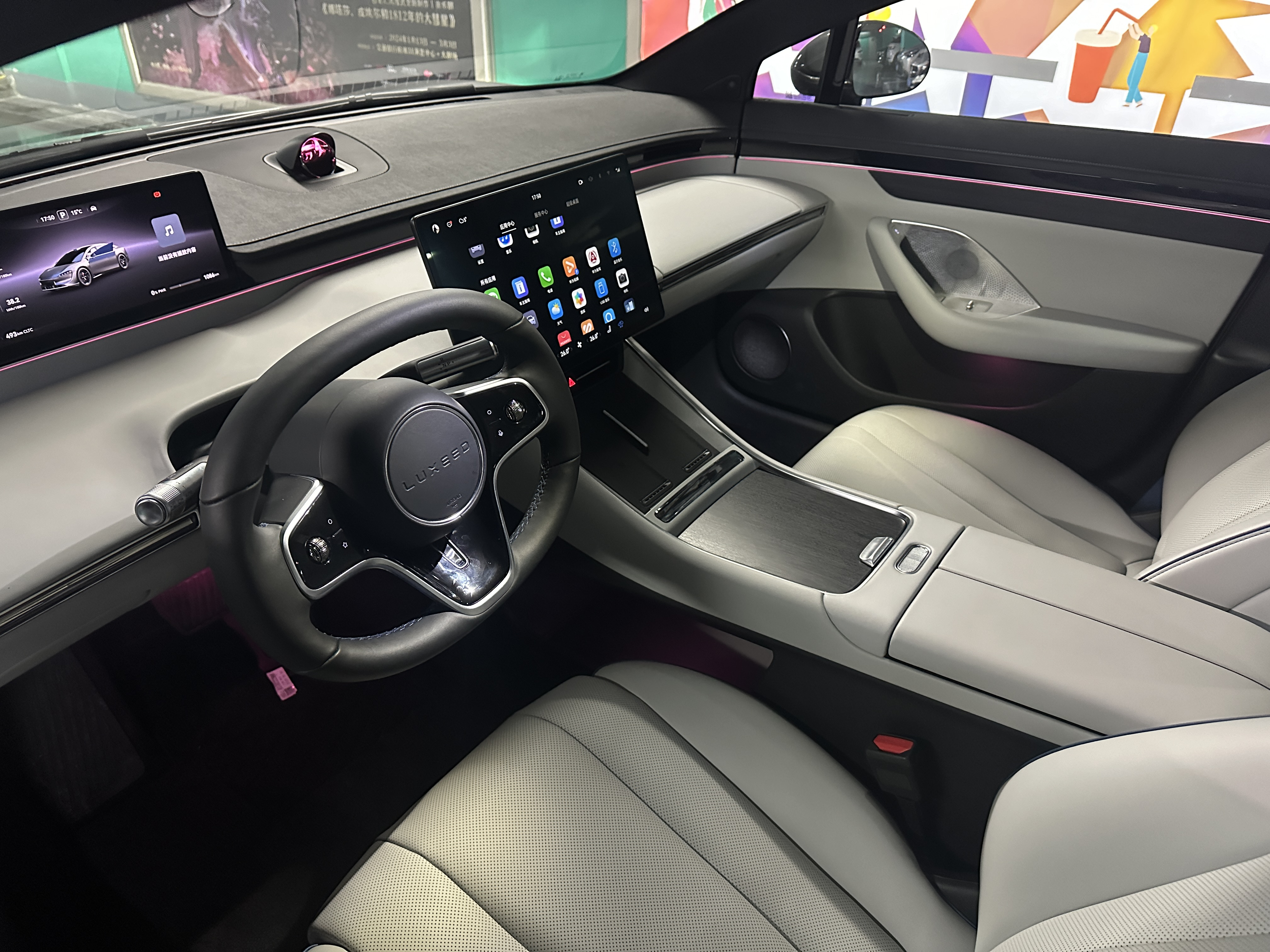
Armaturenbrett

## Technik
Der 4,97 m lange, vollelektrische S7 hat einen sehr günstigen cw-Wert von 0,203. Er basiert auf der E0X-Plattform von Chery und ist mit Heck- oder Allradantrieb erhältlich. Die erste Variante erzeugt 215 kW (292 PS) mit einem Elektromotor an der Hinterachse, während die zweite Antriebsvariante mit einem Doppelmotor-Allradantrieb 365 kW (496 PS) leistet. Es ist mit drei von CATL gelieferten 800-V-Batteriepaketgrößen erhältlich: 62 kWh mit einer Reichweite von 550 km  gemäß dem chinesischen CLTC-Standard sowie 82 kWh mit 705 km  Reichweite für Hinterradantrieb und 630 km für Allradantrieb und 100 kWh mit einer Reichweite von 855 km. Die 800-V-Batterietechnik kann in 15 Minuten Energie für etwa 400 km aufnehmen.
Der Fahrgastraum verfügt über ein ovales Lenkrad und ein erhabenes digitales Kombiinstrument. Der zentrale Touchscreen hat eine Diagonale von 12,3 Zoll. Huawei war unter anderem verantwortlich für die Bereitstellung des Multimediasystems HarmonyOS sowie des umfangreichen teilautonomen Fahrsystems ADS 2.0, das durch LiDAR am oberen Rand der Windschutzscheibe unterstützt wird, sowie durch Seitenkameras, die die Umgebung erfassen.

## Zulassungszahlen
|  |

|  |

|  |

|  |

|  |

|  |

|  |

|  |

|  |

|  |

|  |

|  |

|  |

|  |

|  |

|  |

|  | Elektro |

|  | Elektro |